# 応履平
応履平（おう りへい、1375年 - 1453年）は、明代の官僚。字は錫祥、号は東軒。本貫は寧波府奉化県。

## 生涯
建文2年（1400年）、進士に及第した。徳化知県に任じられた。吏部郎中を経て、常徳知府として出向した。
宣徳初年、履平は貴州按察使に抜擢された。宣徳7年（1432年）、履平は右軍府から貴州に派遣される者が勘合の決まりを守っていないと告発した。このため宣徳帝は都督の陳政を処罰した。
広西に駐屯する山雲のもとに貴州から1万人の軍が送られ、春と秋に交代させていたが、多くの者が逃亡していた。しかし山雲は逃亡した兵を捕らえようとしなかった。履平はこのままでは貴州を守る兵がいなくなってしまうと訴えた。宣徳帝は広西諸衛に逃亡兵を追わせるよう山雲に命じた。山雲は将軍として広西の鎮定に功績があり、履平を書生と軽んじていた。正統元年（1436年）、履平は山雲を権力濫用の科で弾劾した。山雲は引責を求めたが、英宗は山雲を許した。翌年、履平は貴州の軍府に関する四事を上書した。
正統3年（1438年）、履平は雲南左布政使に転じた。麓川での軍事行動について、たびたび上奏した。正統8年（1443年）、致仕して帰郷した。著書に『東軒集』があった。